# Rodolfo Cetoloni
Rodolfo Cetoloni OFM (ur. 3 stycznia 1946 w Badia Roti) – włoski duchowny katolicki, biskup diecezji Grosseto w latach 2013–2021.

## Życiorys
W 1962 wstąpił do nowicjatu Zakonu Braci Mniejszych w Fiesole. 19 września 1971 złożył śluby wieczyste, po czym wyjechał na studia filozoficzno-teologiczne do Jerozolimy, gdzie 26 czerwca 1973 przyjął święcenia kapłańskie. W zakonie pełnił funkcje m.in. definitora zakonnego (1979-1985) i prowincjała (1985-1991).

### Episkopat
25 marca 2000 roku został mianowany przez papieża Jana Pawła II biskupem diecezji Montepulciano-Chiusi-Pienza. Sakrę przyjął 20 maja 2000 z rąk kardynała Silvano Piovanelliego.
28 maja 2013 papież Franciszek mianował go biskupem Grosseto. Ingres odbył się 10 sierpnia tegoż roku.
19 czerwca 2021 papież Franciszek przyjął jego rezygnację z pełnionej funkcji.